# Вестгройсен
Вестгройсен (нім. Westgreußen) — громада в Німеччині, розташована в землі Тюрингія. Входить до складу району Киффгойзер. Складова частина об'єднання громад Гройсен.
Площа — 8,45 км2. Населення становить 379 ос. (станом на 31 грудня 2021).